# Maison du Cerf (Sighișoara)
Pour l’article homonyme, voir Maison du Cerf.
La Maison du Cerf (en roumain : Casa cu Cerb) est la maison la mieux préservée de Sighișoara, en Roumanie. Elle a été construite au XVIIe siècle. Elle a été nommée ainsi en raison de la tête de cerf insérée dans un angle de la façade du bâtiment.

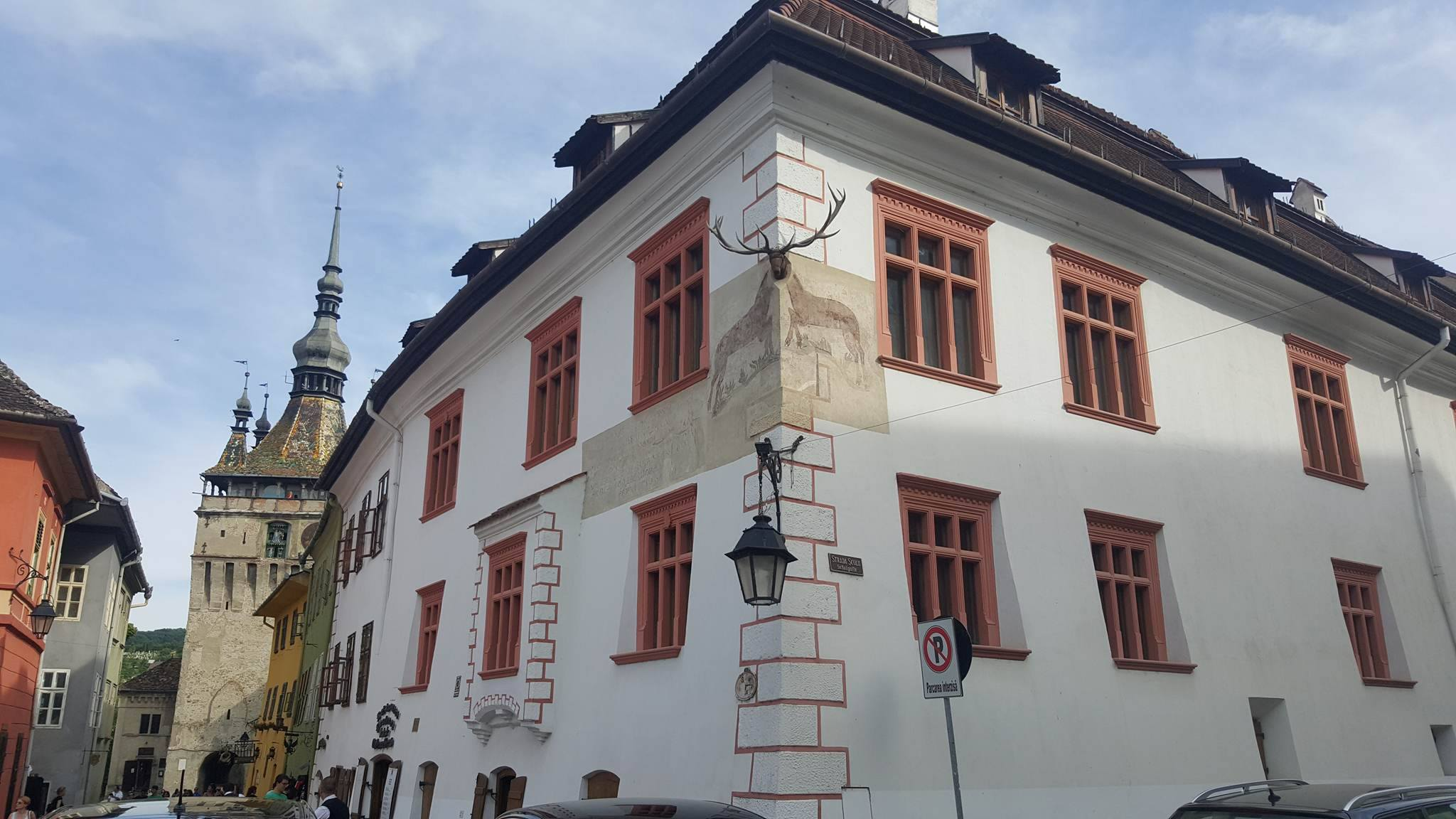
Maison du Cerf et Tour de l'horloge en arrière-plan
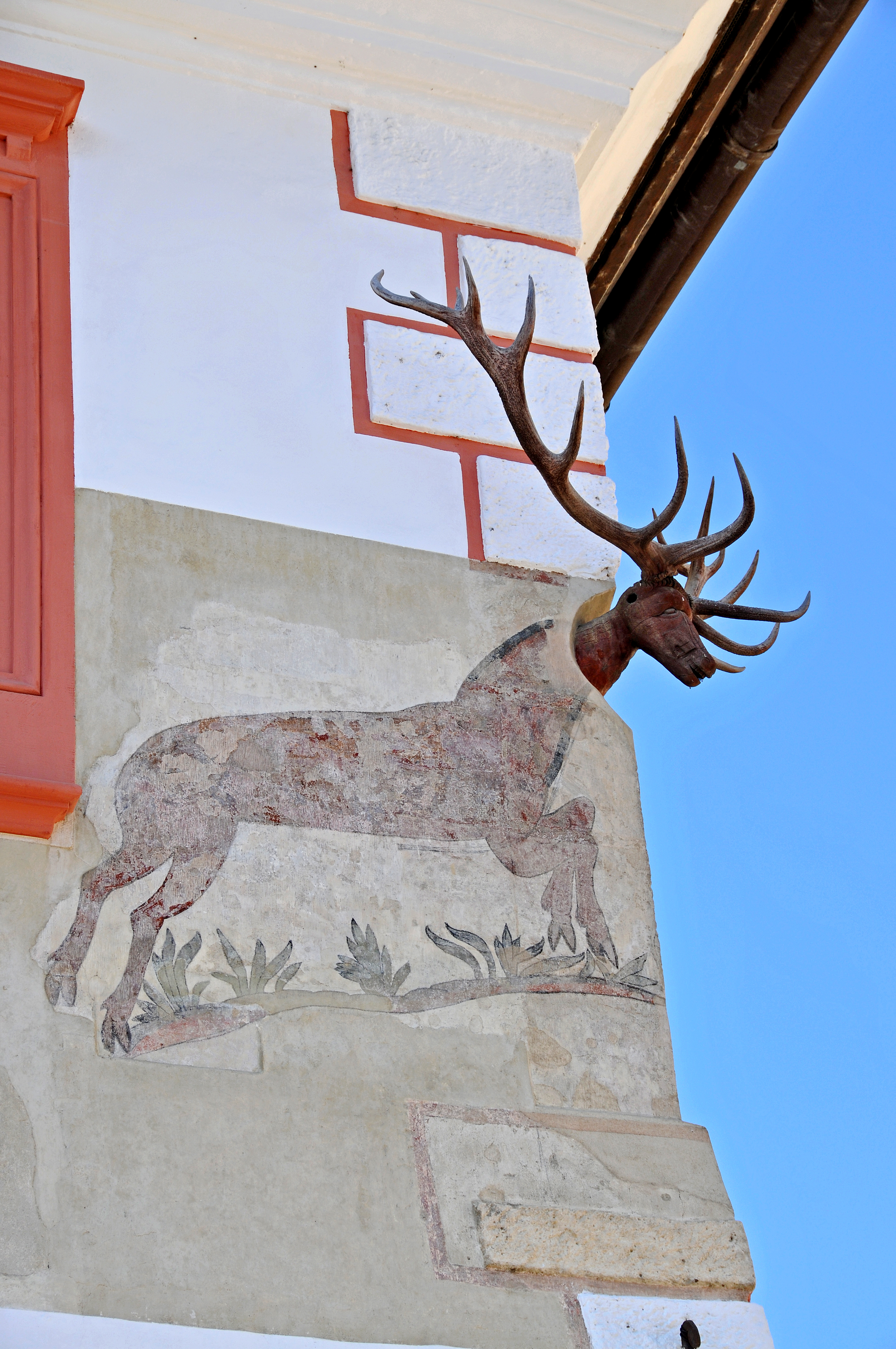
Tête de cerf au coin de la façade